# Усть-Абакан
Усть-Абака́н (хак. Ағбан пилтірі) — посёлок, административный центр Усть-Абаканского района Республики Хакасия России. Образует Усть-Абаканский поссовет как единственный населённый пункт в его составе.
Население 14 210 чел. (2021).

## Физико-географическая характеристика
Географическое положение
Посёлок расположен в степи Минусинской котловины, в 12 км к северу от Абакана, на левом берегу Красноярского водохранилища Енисея. Самая низкая отметка Усть-Абакана: 243 м над уровнем моря. Непосредственно к западу от посёлка располагается трасса Р257 «Енисей», которая отделяет его от города Черногорска. К северу от посёлка находятся Подкунинские горы, поднимающиеся на 569 м над уровнем моря.
Часовой пояс
Посёлок городского типа Усть-Абакан находится в часовой зоне МСК+4. Смещение применяемого времени относительно UTC составляет +7:00.

## История
Усть-Абакан был основан в 1909 году. Первые названия: улус Подкунье и улус Аскировский.
Около 1930 года в посёлке, где уже функционировал кирпичный завод, была построена большая фабрика по переработке древесины Лесозавод. Некоторое время рабочий посёлок носил одноимённое название Лесозавод. 2 марта 1932 года ВЦИК постановила отнести к категории рабочих посёлков селение (завод) Усть-Абаканское (с лесозаводом и подсобными мастерскими), присвоив ему наименование Устьабаканск.
В годы Великой Отечественной войны в здании школы № 1 была школа военных лётчиков, а также располагался госпиталь. На лесозаводе изготавливались ящики для снарядов.

## Население
| 1939    | 1959    | 1970    | 1979    | 1989    | 2002    |
| ------- | ------- | ------- | ------- | ------- | ------- |
| 5476    | ↗13 475 | ↗13 557 | ↗14 576 | ↗15 831 | ↘14 913 |
| 2009    | 2010    | 2012    | 2013    | 2014    | 2015    |
| ↗15 656 | ↘14 578 | ↗14 897 | ↗15 210 | ↗15 401 | ↗15 554 |
| 2016    | 2017    | 2018    | 2019    | 2020    | 2021    |
| ↘15 553 | ↘15 452 | ↘15 396 | ↘15 327 | ↘15 153 | ↘14 210 |

## Экономика
На территории посёлка располагаются ООО «Птицевод», ООО «Усть-Абаканский кирпичный завод», АО «Усть-Абаканский деревообрабатывающий комбинат».
Финансовые услуги
- Сбербанк России;
- Банк «Народный кредит»;

Торговые сети:
- Сеть салонов «Евросеть»;
- Сеть салонов «МегаФон»;
- Сеть салонов «Билайн»;

## Транспорт
По посёлку регулярно осуществляются автобусные пассажирские перевозки по маршруту № 5. Также регулярно осуществляются перевозки в близлежащие города: маршрутным такси до Черногорска, маршрутным такси и автобусом № 104 до Абакана. Непосредственно на западной окраине Усть-Абакана проходит федеральная трасса Р257 «Енисей». На севере посёлка, на берегу Красноярского водохранилища, имеется судовая станция Енисей.

## Достопримечательности
В Усть-Абакане находится мемориальный комплекс который открыт в 1975 году, в честь тридцатилетия победы над фашистской Германией. Мемориал включает в себя истребитель Миг-17, зенитную пушку 52-К образца 1939 года, танк Т-34 и т. д..

## Образование
На территории посёлка располагаются три средних школы, одна коррекционная школа, одна детская музыкальная школа, пять библиотек, спорткомплекс «Химик», ДЮК ФП. Профессиональное училище № 12 готовит трактористов, шофёров, парикмахеров.

## Здравоохранение
В посёлке имеется ГБУЗ «Усть-Абаканская районная больница», которая осуществляет медицинскую помощь терапевтического, хирургического, акушерско-гинекологического, педиатрического профиля, скорой и неотложной медицинской помощи.

## Средства массовой информации
В посёлке издаётся газета «Усть-Абаканские известия» (периодичность выхода: 2 раза в неделю).

## Связь и Интернет
В Усть-Абакане действуют 4 сети сотовой связи: «Билайн», «МТС», «МегаФон», Tele2 Россия.
Компания «Ростелеком» осуществляет телефонную связь, а также предоставляет возможность подключить высокоскоростной Интернет (до недавнего времени распространявшийся под торговой маркой Webstream).

## Спорт
«Химик» — клуб по хоккею с мячом.